# Eccoptosage latibalteata
Eccoptosage latibalteata är en stekelart som först beskrevs av Cameron 1907.  Eccoptosage latibalteata ingår i släktet Eccoptosage och familjen brokparasitsteklar. Inga underarter finns listade i Catalogue of Life.